# Anu Tali
Anu Tali (née en 1972) est une chef d'orchestre estonienne. Elle a cofondé avec sa sœur Kadri Tali (en) le Nordic Symphony Orchestra en 1997. Elle dirige depuis 2013 l'orchestre Sarasota qui siège à Sarasota en Floride. À l'occasion de la Journée internationale de la femme en 2015, elle est classée à la quatrième position du classement proposé par Estonian World des femmes estoniennes les plus extraordinaires dans le monde.

## Biographie
Anu Tali naît à Tallinn en 1972. Elle commence sa formation musicale comme pianiste et obtient en 1991 son diplôme de la Tallinn Music High School. Elle poursuit son cursus de chef d'orchestre à l'Académie de musique estonienne sous la direction de Kuno Areng, Toomas Kapten et Roman Matsov puis à l'Académie Sibelius d'Helsinki avec Jorma Panula. De 1998 à 2000, elle étudie au Conservatoire Rimski-Korsakov de Saint-Pétersbourg avec Ilia Moussine et Leonid Korchmar.

## Prix et récompenses
- Prix du jeune artiste, 2004
- Musicien de l'année, 2006